# It's Called the Easy Life
It's Called the Easy Life è il settimo EP dei Deaf Havana, il primo non autoprodotto, pubblicato il 6 ottobre 2008 dalla A Wolf at Your Door Records.

## Tracce
1. This Afternoon Was a Total Disaster – 3:39
2. They Call It the Easy Life – 3:20
3. Keepin' It Sunny Side Up – 2:44
4. The Tune of ID (So She Doesn't Know It's About Her) – 5:04
5. Love by the Riverside – 2:25
6. Oh Howard, You Crack Me Up – 3:39